# New World (песня)
«New World» — песня немецкой поп-рок-группы Fool’s Garden из альбома Rise and Fall. Песня была выпущена на сингле в январе 2017 года вместе с джазовым певцом Карлом Фриерсоном, однако в альбом была включена версия, исполненная исключительно Fool's Garden. Текст песни был совместно написан Фолькером Хинкелем и Петером Фройденталером, а в сочинении музыки также приняли участие Габриэль Хольц и Торстен Кифер. Песня была окончательно написана в июле 2016 года в Латвии. Также впервые она попала в радиоэфир именно латвийского радио. 
В статье Pforzheimer Zeitung написали, что благодаря нежной и лиричной мелодии у песни есть шансы стать хитом. Название песни вместе с названием альбома 25 Miles to Kissimmee было использовано для наименовая документального фильма о группе «25 Years to New World». В 2020 году во время режима коронавирусного локдауна Петер Фройденталер исполнил «I Burn» и «New World» в рамках проекта «Kultur fürs Wohnzimme».

## Создание
Первоначальный набросок песни был придуман в виде простых аккордов в Германии, когда группа была в гостях на даче у одного из основателей группы Blackforest. Более сложная аранжировка и окончательный текст были сочинены в июле 2016 года в Риге, когда Fool's Garden с гастролями приехали в Латвию. Первый раз публично песня была также исполнена в Латвии во время концерта в клубе музыкально-развлекательного досуга «9.Vilnis». Как пишет портал latviesi.com, в тот день песня вызвала у публики бурные овации. Название песни было вдохновлено романом Германа Гессе «Игра в бисер».
Песня была записана в двух версиях: в исполнении исключительно Fool's Garden и с участием немецкого джазового певца Карла Фриерсона. Звучание голоса Фиерсона в песне Fool's Garden было очень высоко оценено, благодаря ему «даже самая простая мелодия звучала великолепно». В своём отзыве latviesi.com охарактеризовали «New World» как меланхоличную песню, которая дарит слушателю романтическое настроение и позитив. Видеоклип к песне также был снят в Латвии.

## Список композиций
| №  | Название                                       | Примечание               | Длительность |
| -- | ---------------------------------------------- | ------------------------ | ------------ |
| 1. | «New World»                                    | feat. Karl Frierson      | 2:46         |
| 2. | «New World» (Karaoke Version)                  |                          | 2:46         |
| 3. | «New World» (Live In Pforzheim, Germany, 2016) | Recorded by Guido Fricke |              |

## Участники записи
- Петер Фройденталер — вокал, композитор
- Фолькер Хинкель — гитара, бэк-вокал, композитор
- Дирк Блюмлейн — бас-гитара
- Габриэль Хольц — гитара, бэк-вокал, композитор
- Торстен Кифер — клавишные, композитор
- Ян Хис — ударные
- Карл Фриерсен — вокал